# Leopold IV Habsburg
Leopold IV Gruby (ur. 1371, zm. 3 czerwca 1411 w Wiedniu) – syn Leopolda III Habsburga, książę Austrii (w latach 1386–1396) i Tyrolu (w latach 1396–1406) z dynastii Habsburgów
Tyrolem rządził jako następca Albrechta III Habsburga. Po śmierci swojego kuzyna Albrechta IV Habsburga opiekował się jego synem Albrechtem V Habsburgiem – późniejszym królem Niemiec. Jego żoną była Katarzyna Burgundzka – córka Filipa Śmiałego (władcy Burgundii). Rządy w Tyrolu przejął po nim jego brat – Fryderyk IV Habsburg.